# Mercato San Severino
Mercato San Severino è un comune italiano di 21 376 abitanti della provincia di Salerno in Campania.

## Geografia fisica
Il territorio comunale, alla confluenza dei torrenti Solofrana (l'antica Saltera) e Calvagnola (Rio Secco o "Resicco", nel Medio Evo), occupa una superficie dI circa 30 km² (2/3 collina e pianura, 1/3 insediamento abitativo, tra il capoluogo e le frazioni), tra l'alta Valle del Sarno e la Valle dell'Irno, ai piedi dei monti Picentini, a nord della provincia di Salerno e al confine con la provincia di Avellino. L'altitudine media è di 140 metri circa s.l.m., con zone (Acquarola e Ciorani) tra i 200 e i 300 metri circa s.l.m. Ripartito in frazioni, casali e località, presenta zone pianeggianti e zone collinari, con produzioni di grano, mais, patate, vino, olio, pomodori, ortaggi.
Confina a nord-ovest con Bracigliano e Siano; a nord-est con Montoro (AV); ad est con Fisciano; a sud-est con Baronissi; a sud-ovest con Roccapiemonte e Cava de' Tirreni; a ovest con Castel San Giorgio.
Il capoluogo, Mercato, si estende sulle due rive del torrente Solofrana, addossandosi alle pendici della collina Parco, sovrastata dalle rovine del castello medievale. Alla parte medievale — il centro storico, con piazza Dante (comunemente detta piazza Sant'Antonio), via degli Orefici, piazza Garibaldi (Mercato Nuovo) — si affianca un vasto ampliamento moderno, che si sviluppa alla destra del torrente, ai lati di corso Diaz (l'antico decumano).
Dagli anni Settanta agli anni Novanta, si è avuta un'espansione urbana nella parte bassa del Corso, nella zona di via Rimembranza e di via Licinella. Dal 2000 al 2010, una nuova espansione nelle zone di via San Vincenzo, a confine con l'omonima frazione, e di via Campo Sportivo, a confine con la zona industriale e la frazione di Pandola.
Le frazioni e le località più numerose si trovano a valle, lungo le vie di comunicazione. Acquarola e Spiano sono più a monte. Torello, Carifi e Ciorani sorgono nella zona laterale sinistra.

## Storia

### Simboli
La storia dello stemma del Comune è complessa e tormentata. Le prime notizie che portano alla definitiva elaborazione dell'attuale stemma sono contenute in una lettera del 14 luglio 1892 dello storico Matteo de Bartolomeis indirizzata al barone Negri, che lo aveva interpellato sull'argomento. Lo studioso afferma di essere in possesso di un "monumentino" rinvenuto nel 1889. Il monumentino riprende l'effigie di san Severino in abito pontificale che sormonta la sigla U.S.S. (Universitas Sancti Severini) e le "armi dei principi sanseverineschi". Lo storico attribuisce il monumentino al XIII-XIV secolo (ma evidentemente si tratta di un'attribuzione errata in quanto i Sanseverino diventano principi solo nel 1463).
Tale elaborazione subisce un'ulteriore modifica da parte della Consulta araldica del Ministero dell'Interno. La versione ufficiale riproduce la figura di San Severino — a mezzo busto, mitra sul capo, pastorale nella mano sinistra e destra benedicente — che sormonta la fascia, ripresa dal blasone dei Sanseverino, con la scritta V.S.S. (Università di San Severino, nel senso di Comune). Al di sotto della fascia è riportata una stella a cinque punte. Lo scudo è timbrato da una corona muraria da Città.
Il decreto ministeriale del 20 dicembre 1894 per l'attribuzione dello stemma fu sospeso e mai perfezionato.
Il gonfalone è un drappo di azzurro.

## Monumenti e luoghi d'interesse

### Aree naturali
- Parco naturale Diecimare

### Aree archeologiche
- Castello di Mercato San Severino
- Sito archeologico San Marco a Rota

### Musei
Dal 2023 è presente un museo della Radio.

## Società

### Evoluzione demografica
Abitanti censiti

### Etnie e minoranze straniere
Al 31 dicembre 2023 erano presenti sul territorio 684 stranieri, pari al 3,21% della popolazione residente.

### Religione
La maggioranza della popolazione è di religione cattolica. La forania di Mercato San Severino appartiene all'arcidiocesi di Salerno-Campagna-Acerno. L'altra confessione cristiana è quella evangelica.
- Chiesa Evangelica Pentecostale ADI[10].

### Tradizioni e folclore
Nella Frazione Acigliano, si tiene da tempo immemore il tradizionale "Ciuccio E Fuoco", l'evento si svolge nella notte del 15 Agosto, in appendice ai solenni festeggiamenti religiosi in onore della SS. Assunta. Esso consiste in un carro allegorico, nei tempi antichi trainato proprio da un vero asino o un cavallo, poi trainato dagli stessi fedeli e devoti per la strada principale del paese, ma ormai tenuto nella piazza del paese a distanza di sicurezza, all'accensione dei fuochi. Al carro allegorico, tutto bardato da fuochi d'artificio e fontane colorate, viene ora, posto sopra un asino di cartapesta, che è cavalcato da uno o più personaggi sempre di cartapesta, che impersonano celebrità del momento (politici locali e nazionali, uomini dello sport, cantanti etc.), e come da tradizione lo stesso viene fatto scorrere per le vie del paese, per poi posizionarsi nella piazza e un minuto dopo la mezzanotte, sarà il più anziano del paese o il Sindaco, ad accendere la miccia dei giochi pirotecnici che compongono la bardatura del Ciuccio, e a chiusura dello stesso saranno sparati i fuochi d'articio in aria.
È un evento dal forte contenuto simbolico e di grande coinvolgimento popolare e anche grazie al suo radicamento tra i cittadini di Acigliano, che la tradizione si è protratta nei secoli. Non si hanno fonti scritte tramandate, perché nessun documento né ha conservato ricordo, se non nella tradizione orale, sicuramente nato del contesto della “Cultura contadina”, la più probabile e quella tramandata oralmente, è di un diverbio fra gli abitanti della vicina Pandola e quelli di Acigliano stessi, con quest'ultimi vincitori e che per prendersi gioco di loro abbiano mandato un asino bardato, nella vicina frazione in segno di vittoria. Probabile anche che tale evento sia stato esportato dagli spagnoli, a mo' di Palio o simil Corrida, gli stessi insediandosi ad Acigliano, lasciarono anche testimonianze architettoniche di origine catalana.

### Media
- R.D.I. - Radio Diffusione Irno

## Geografia antropica

### Quartieri
Il capoluogo Mercato è diviso in due quartieri, Sant'Antonio e San Giovanni, corrispondenti alle parrocchie di Sant'Antonio e di Santa Maria delle Grazie in San Giovanni in Parco.

### Frazioni
In base allo statuto comunale di Mercato San Severino, le frazioni sono 23:
Acigliano, Acquarola, Capocasale, Carifi, Ciorani, Corticelle, Costa, Curteri, Galdo di Carifi, Lombardi, Monticelli di Sopra, Monticelli di Sotto, Oscato, Ospizio, Pandola, Piazza del Galdo, Priscoli, Sant'Angelo, Sant'Eustachio, San Vincenzo, Spiano, Torello, Valle.

## Economia
Sono presenti sul territorio numerose aziende agricole, oltre ad importanti attività industriali nell'ambito della pelletteria, dell'arredamento, della farmaceutica e della metallurgia.

## Infrastrutture e trasporti

### Principali arterie stradali
- Autostrada A30 Caserta - Salerno, svincolo Mercato San Severino
- Raccordo Autostradale 2 di Avellino, svincolo Fisciano Nord - Mercato San Severino
- Autostrada A2 del Mediterraneo, svincolo Fisciano Sud - Università
- Strada Regionale 88 ex SS 88 primo tratto-Innesto SP 222-Bivio SP 222-Bivio SP 219-Baronissi-Bivio SP 26.
- Strada Regionale 266/b ex SS266 Nocerina.
- Strada Provinciale 4 Innesto SS 18(Camerelle)-Roccapiemonte-Mercato San Severino.
- Strada Provinciale 23 Pandola(Innesto SS 88)-Piazza di Pandola-Provincia di Avellino.
- Strada Provinciale 24/dir Innesto SP 24a-Innesto SP 23(ex consortile)-confine provincia Avellino.
- Strada Provinciale 97 Innesto SP 4-Stazione di Valle di Mercato San Severino-Innesto SS 266.
- Strada Provinciale 98 Innesto ex SS 266-Ciorani-Bracigliano.
- Strada Provinciale 122 Curteri-Oscato-Spiano-Innesto SS 88.
- Strada Provinciale 222 Innesto SS 88-Monticelli-Oscato.
- Strada Provinciale 309 Innesto SP 4-Acquarola-Carratù-Curteri-Innesto SP 4-S.Angelo-Acquarola.
- Strada Provinciale 337 S.Maria a Favore-Piazza del Galdo.
- Strada Provinciale 347 Variante di Mercato San Severino: Innesto SP 222-Innesto SP 4.
- Strada Provinciale 449 Variante all'abitato di Piazza del Galdo (M.S.Severino): Innesto SP 4-Innesto SP 309.
- Strada Provinciale 452/a Innesto SP 98 (Ciorani)-Innesto SP 98.

### Ferrovie

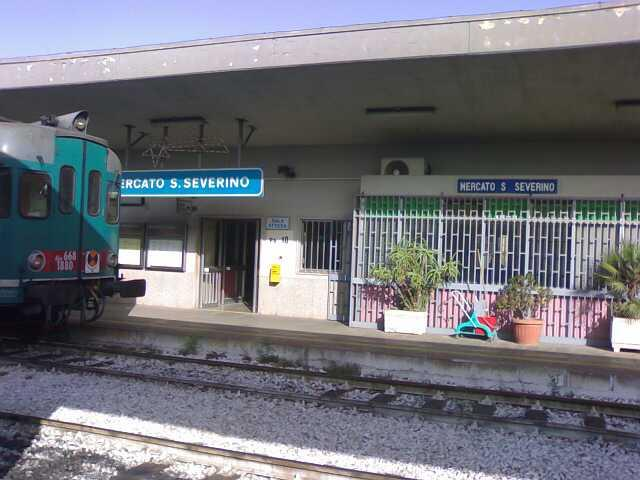
La stazione ferroviaria centrale.

Il comune di Mercato San Severino è servito sia dalla stazione di Mercato San Severino, posta sulla ferrovia Cancello-Avellino, capolinea della ferrovia Salerno-Mercato San Severino e della ferrovia Cancello-Avellino, sia dalla stazione di Valle di Mercato San Severino.

### Mobilità urbana
Il comune di Mercato San Severino è servito da diverse società di trasporto su gomma.
- Busitalia Campania
- Sita Sud
- Leonetti & Gallucci - Autolinee Bracigliano

## Amministrazione

### Sindaci
| Periodo        | Periodo        | Primo cittadino | Partito                                                                      | Carica                    | Note |
| -------------- | -------------- | --------------- | ---------------------------------------------------------------------------- | ------------------------- | ---- |
| 23 aprile 1995 | 13 giugno 1999 | Giovanni Romano | lista civica                                                                 | Sindaco                   |      |
| 13 giugno 1999 | 12 giugno 2004 | Giovanni Romano | centro-destra                                                                | Sindaco                   |      |
| 13 giugno 2004 | 6 giugno 2009  | Rocco D'Auria   | lista civica                                                                 | Sindaco                   |      |
| 7 giugno 2009  | 25 maggio 2014 | Giovanni Romano | lista civica                                                                 | Sindaco                   |      |
| 25 maggio 2014 | 4 agosto 2016  | Giovanni Romano | liste civiche Per S. Severino, Uniti per S. Severino, Patto per S. Severino  | Sindaco                   |      |
| 4 agosto 2016  | 27 giugno 2017 | Fulvia Zinno    | -                                                                            | commissario straordinario |      |
| 27 giugno 2017 | in carica      | Antonio Somma   | liste civiche Insieme per la Città, Città Prima e Libera, La città di domani | Sindaco                   |      |

### Altre informazioni amministrative
Il Comune fa parte dell'Unione dei Comuni dell'Irno.
La gestione del ciclo dell'acqua è affidata all'Ambito territoriale ottimale ATO 3 Sarnese-Vesuviano.

### Gemellaggi
- Farébersviller

## Sport
A Mercato San Severino era presente la squadra di pallavolo Associazione Sportiva Rota Volley. È presente  la squadra di calcio ASD Sanseverinese, la quale gioca le partite nello stadio comunale Superga e che attualmente gioca nel campionato di Eccellenza campana.